# Sigalphus rufiabdominalis
Sigalphus rufiabdominalis är en stekelart som beskrevs av He och Chen 1994. Sigalphus rufiabdominalis ingår i släktet Sigalphus och familjen bracksteklar. Inga underarter finns listade i Catalogue of Life.